# LXVI. Armeekorps
LXVI. Armeekorps var en tysk armékår under andra världskriget. Kåren sattes upp den 5 augusti 1944.

## Befälhavare
Kårens befälhavare:
- General der Artillerie Walther Lucht  5 augusti 1944–1 mars 1945
- Generalleutnant Hermann Flörke  1 mars 1945–1 april 1945

Stabschef:
- Oberst Siebert  5 augusti 1944–20 januari 1945
- Oberstleutnant Neumann-Henneberg   20 januari 1945–1 februari 1945
- Oberstleutnant Dietrich Moll  1 februari 1945–1 mars 1945
- Oberst Bodenstein  1 mars 1945–1 april 1945